# Barrio Echeverría (Tucumán)
El Barrio Echeverría es un barrio de San Miguel de Tucumán, Tucumán, Argentina. Se encuentra delimitado por las calles Isabel La Católica, Ecuador, Chile y las avenidas Viamonte y Ejército del Norte.

## Historia
El barrio se creó en los años 50 con loteos en tierras de quintas citrícolas y que otrora pertenecieron a las familias Santillán y Barthaburu. Una parte de las tierras fue destinada a la creación del Parque Roca (donde actualmente se localiza el Liceo Militar Gregorio Aráoz de Lamadrid y los Cuarteles militares) y otra parte se destinó a la creación de Villa Santillán y Villa Muñecas. Las tierras de la familia Barthaburu dieron origen al actual barrio, que fue destinado a familias de clase media y baja. Las viviendas serían construidas por sus propios habitantes, mientras los servicios, el cordón cuneta y la plaza sería construida por los loteadores.
En el barrio aconteció la explosión de un depósito de pólvora y fuegos artificiales en 1973, la cual liberó al aire una gran cantidad de ladrillos de la estructura. En este incidente no se registraron víctimas fatales. En 1976 se dio el Operativo Azcuénaga, donde el ejército Argentino acabó con miembros de la organización guerrillera Montoneros. En 2019 se remodeló la plaza Lozano Muñoz, principal espacio público del barrio junto al Campo Norte.

## Educación
- Escuela Zenón Santillán
- Escuela Secundaria Campo Norte

## Seguridad
- Comisaría Seccional 14°

## Transportes

### Líneas de colectivos
- Línea 8
- Línea 9

## Deportes
- Club Dr. Mariano Moreno
- Club Velez Sarsfield